# Nouakchott King's
El Nouakchott King's es un equipo de fútbol de Mauritania que juega en la Liga mauritana de fútbol, la primera división de fútbol en el país.

## Historia
Fue fundado el 1 de abril de 2004 en la ciudad de Teyarett de la capital Nouakchott con el nombre ASC Nasr Zem Zem, equipo que ganó la Copa mauritana de fútbol en 2013. En 2016 el club es comprado por Abdellahi Ould Sidiyah y le cambia el nombre por el que tiene actualmente.
En la temporada 2017/18 alcanza la final de la Copa mauritana de fútbol, la cual pierde ante el FC Nouadhibou en penales tras quedar 1-1 en el tiempo regular, con lo que clasificó a la Copa Confederación de la CAF 2018-19, donde fue eliminado en la ronda preliminar por el Stade d'Abidjan de Costa de Marfil.

## Palmarés
- Copa mauritana de fútbol: 2

2013, 2022

## Participación en competiciones de la CAF
| Temporada | Torneo                       | Ronda      | Club                   | Casa | Visita | Global  |
| --------- | ---------------------------- | ---------- | ---------------------- | ---- | ------ | ------- |
| 2018/19   | Copa Confederación de la CAF | Preliminar | Stade d'Abidjan        | 1-2  | 1-0    | 2-2 (a) |
| 2022/23   | Copa Confederación de la CAF | 1          | AS Ashanti Golden Boys | 1-0  | 0-2    | 1-2     |